# Jarosław Stanisław Kardas
Jarosław Stanisław Kardas – polski specjalista zarządzania zasobami osobowymi, zarządzania zasobami ludzkimi, kierowania organizacją, dr hab. nauk wojskowych, profesor uczelni Instytutu Nauk o Zarządzaniu i Jakości Wydziału Nauk Społecznych Uniwersytetu Przyrodniczo-Humanistycznego w Siedlcach.

## Życiorys
W 1993  ukończył studia politologiczne na  Uniwersytecie Gdańskim, 30 czerwca 1998 obronił pracę doktorską Strukturalne i rzeczowe uwarunkowania edukacji obronnej społeczeństwa RP, 25 maja 2004 habilitował się na podstawie pracy zatytułowanej Przygotowanie kierowniczych kadr administracji publicznej do zadań obronnych państwa. Został zatrudniony na stanowisku profesora na Wydziale Strategiczno-Obronnym Akademii Obrony Narodowej.
Awansował na stanowisko profesora nadzwyczajnego na Wydziale Administracji i Ekonomii Wyższej Szkole Ekonomii i Innowacji w Lublinie, w Nadbużańskiej Szkole Wyższej im. Marka J. Karpia w Siemiatyczach, oraz w Katedrze Organizacji i Zarządzania na Wydziale Nauk Ekonomicznych i Prawnych Uniwersytetu Przyrodniczo-Humanistycznego w Siedlcach.
Był dyrektorem w Instytucie Zarządzania i Marketingu na Wydziale Zarządzania Akademii Podlaskiej, kierownikiem Katedry Organizacji i Zarządzania, oraz dziekanem na Wydziale Nauk Ekonomicznych i Prawnych Uniwersytetu Przyrodniczo-Humanistycznego w Siedlcach.
Jest profesorem uczelni w Instytucie Nauk o Zarządzaniu i Jakości na Wydziale Nauk Społecznych Uniwersytetu Przyrodniczo-Humanistycznego w Siedlcach.